# Silent Roar
Silent Roar ist eine Tragikomödie von Johnny Barrington. Die Weltpremiere des auf der schottischen Isle of Lewis spielenden und gedrehten Films erfolgte im August 2023 beim Edinburgh International Film Festival.

## Handlung
Der Teenager Dondo lebt in der kleinen Stadt Uig in einer Bucht an der Nordwestküste der Insel Lewis and Harris und ist ein guter Surfer. Er lebt zusammen mit seiner Mutter Veronica und weigert sich, den Tod seines Vaters Willy hinzunehmen, obwohl der Fischer seit über einem Jahr auf See vermisst wird.
Dondos Mitschülerin Sas ist ein sehr kluges Mädchen. Sie trägt vorzugsweise rockige Kleidung, klimpert müßig auf ihrer E-Gitarre, bewundert Jimi Hendrix und will Medizin studieren. Die beiden Teenager hängen öfter miteinander rum. Sie bemerkt, dass sie Gefühle für Dondo hat, weil er nach dem Tod seines Vaters so optimistisch geblieben ist, doch der ist vom Surfen wie besessen. Ihre Mutter Norma ist sehr gläubig und mag Dondo nicht und beäugt die tiefer werdende Freundschaft skeptisch.
Als Paddy als neuer Pfarrer nach Uig kommt, will er Dondo bei seiner Trauer helfen. Während einer Predigt deutet er an, dass sein Vater womöglich noch leben könnte und bittet die Bewohner des Meeres, den armen Mann nach Hause zu bringen. In diesem Moment beginnt der Junge, sich für Gott zu interessieren. Der Zwiespalt, in dem sich Dondo wiederfindet, stürzt ihn jedoch in ein Gefühlschaos.

## Produktion

### Regie, Drehbuch und Besetzung
Silent Roar ist das Spielfilmdebüt von Johnny Barrington. Für seinen Kurzfilm Tumult erhielt der Schotte eine BAFTA-Nominierung. Der in Kye geborene Filmemacher, der selbst auf der Isle of Skye aufwuchs, schrieb auch das Drehbuch für Silent Roar. Er arbeitete zwei Jahre lang als Schiffsfotograf im Pazifik und in der Karibik, bevor er Fotografie an der Glasgow School of Art studierte. Barringtons Vater arbeitete, als er Kind war, die meiste Zeit auf See und wurde später Pfarrer. Daher sind die zwei wesentlichen Elemente des Films das Meer und die Kanzel.
Louis McCartney, der in der Hauptrolle Dondo spielt, ist vor allem für seine Rolle in der Fernsehserie Hope Street bekannt, in der er ab 2021 in der Rolle von Shay O’Hare zu sehen war. Für Ella Lily Hyland, die Sas spielt, ist es die erste größere Rolle. Fiona Bell spielt deren Mutter Norma. Dondos Mutter Veronica wird von Victoria Balnaves gespielt und sein vermisster Vater Willy in Rückblenden von Tip Cullen. Mark Lockyer spielt Paddy, den neuen Priester von Uig.

### Dreharbeiten, Filmmusik und Veröffentlichung

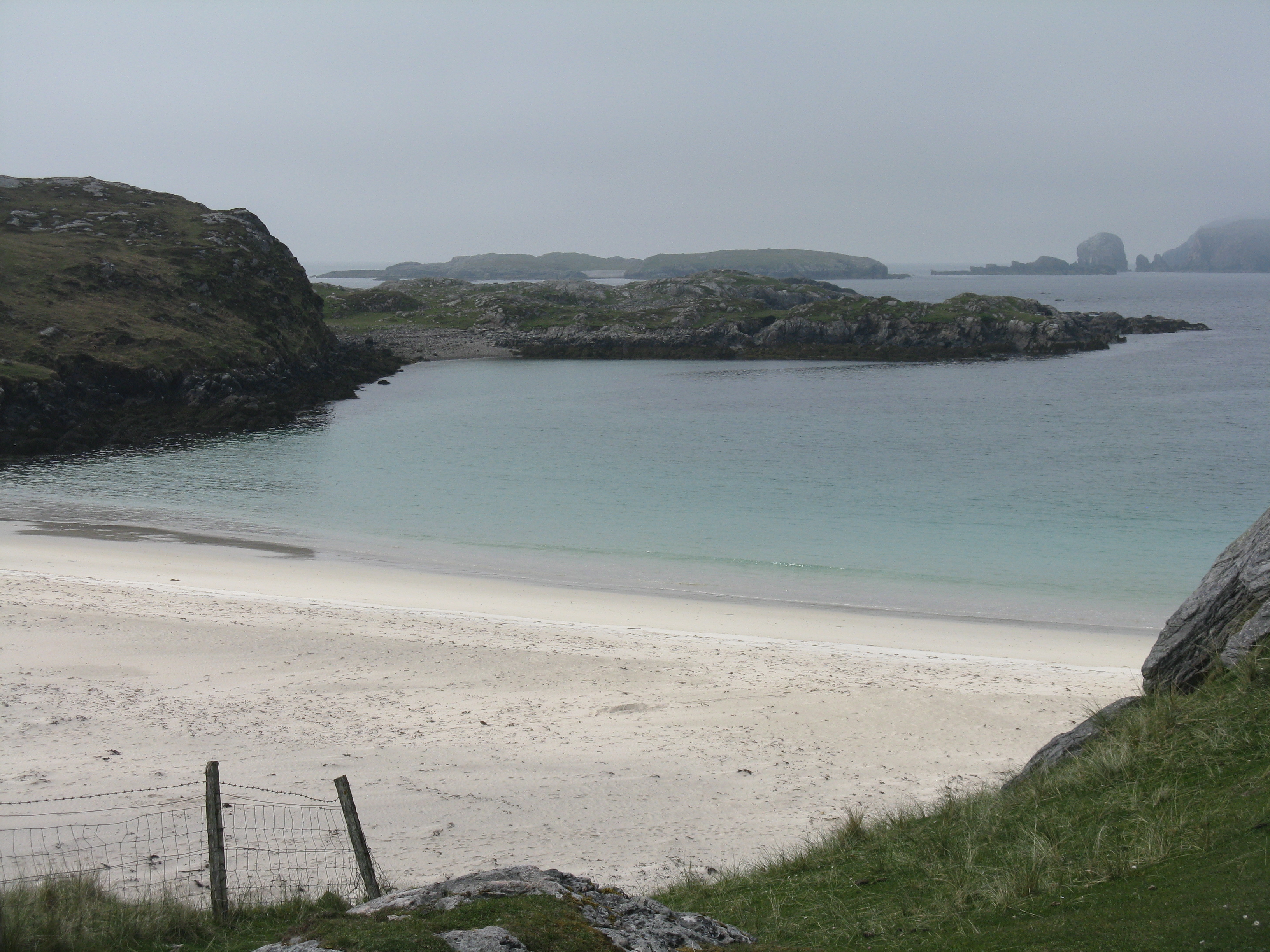
Dreh- und Handlungsort: Uig auf der Isle of Lewis

Die Dreharbeiten fanden ab Anfang September 2021 im Handlungsort Uig auf der Isle of Lewis, der Nordregion der Insel Lewis and Harris der Äußeren Hebriden in Schottland, statt. Sie erfolgten in zwei Abschnitten, einmal im Winter und einmal im Spätsommer, und fanden zu einem Großteil im Freien und auf dem Meer statt. Gedreht wurde auf 16-mm-Film. Kameramann Ruben Woodin Dechamps war in der Vergangenheit für eine Reihe von Kurzfilmen und zuletzt für Alice Russells Dokumentarfilm If the Streets Were on Fire tätig. Unterwasserkameramann war John Frank.
Die Filmmusik komponierte die irisch-britische Singer-Songwriterin, Komponistin und Musikproduzentin Hannah Peel. Se arbeitet mit selbstgebauten Spieldosen und tritt sowohl solo als auch bei den Bands The Magnetic North und John Foxx and the Maths auf.
Silent Roar eröffnete am 18. August 2023 das Edinburgh International Film Festival und feierte hier seine Weltpremiere. Ende Oktober, Anfang November 2023 wurde er beim Raindance Film Festival vorgestellt und Ende November, Anfang Dezember 2023 beim Marrakech International Film Festival. Anfang Juni 2024 wurde er beim Zlín Filmfest gezeigt.

## Auszeichnungen
Internationales Filmfest Emden-Norderney 2024
- Nominierung für den Score-Bernhard-Wicki-Preis[11]

Marrakech International Film Festival 2023
- Nominierung für den Etoile d’Or im Offiziellen Wettbewerb[12]

Raindance Film Festival 2023
- Nominierung für die Beste Kamera (Ruben Woodin Dechamps)[13]